# 제2회 G7 정상회의
제2회 G7 정상회의(2nd G7 Summit)는 1976년 6월 27일과 6월 28일 이틀에 걸쳐 미국령 푸에르토리코 도라도 해변에서 개최된 국제회의이다.

## 내용
회의 제안자는 미국 제럴드 포드 대통령으로 1976년 6월 3일 백악관에서 2차 회의 개최를 공식 발표했다. 이 발표문에서 포드는 캐나다가 새로운 회원국이 되었으며 2차 회의가 1년 전 개최했던 주요 6개국(Group of Six, G6) 회의의 후속 성격이라고 밝혔다.
공식회의 개막 전일인 6월 26일에 실무 만찬회가 열렸고 본회의 일정인 6월 27일 1차 회의, 6월 28일 2차 최종회의가 진행되었다. 개막연설에서 제럴드 포드 미국 대통령은 "경제위기 발생을 막기 위해 7개국 지도자들이 적극 협력할 것이며 각국의 공동이해는 상호 이견(異見)을 훨씬 초월한 것이다."라고 발표했다. 그러나 동시에 "이 회의는 공동문제와 상호이해를 토의 증진하는 일환인만큼 극적인 결과를 기대하지는 말아야 한다."라고 경고하기도 했다.
각국 정상은 지속적인 경제회복, 1회 회의에서 합의된 외환거래의 안정성 강화, 제네바 무역회의 추진, 개발도상국의 원조액 증액요구에 대한 공동보조 문제 등을 토의하였다.

## 정상회의 참가국
기존의 G6(서독, 이탈리아, 일본, 미국, 영국, 프랑스)에 캐나다가 새로 가입하였다.
영국은 신임 총리 제임스 캘러헌으로 참가 수장이 바뀌었고 신규 가입국 캐나다의 총리 피에르 트뤼도는 처음 참석하였다. 이탈리아 총리 알도 모로, 일본 내각총리대신 미키 다케오, 미국 대통령 제럴드 포드는 이 회의가 마지막 참가였다.

### 주요 G7 참가국
아래는 2회 정상회의에 참가한 회원국과 대표 수장 목록이다.
| 주요 G7 회원국 개최국과 개최국 수장은 굵은 글씨로 표시했다. |          |                        |              |
| 회원국                                                      | 회원국   | 대표                   | 직책         |
| 캐나다                                                      | 캐나다   | 피에르 트뤼도          | 총리         |
| 프랑스                                                      | 프랑스   | 발레리 지스카르 데스탱 | 대통령       |
| 서독                                                        | 서독     | 헬무트 슈미트          | 총리         |
| 이탈리아                                                    | 이탈리아 | 알도 모로              | 총리         |
| 일본                                                        | 일본     | 미키 다케오            | 내각총리대신 |
| 영국                                                        | 영국     | 제임스 캘러헌          | 총리         |
| 미국                                                        | 미국     | 제럴드 포드            | 대통령       |

## 의제
초대 정상회의와 마찬가지로 경제적 문제에 관하여 각국 정상들의 고충을 나누는 사교적 모임 성격이 강했다. 주요 의제는 아래와 같다.
- 인플레이션 억제, 통화시장 안정
- 대(對) 개발도상국 관계
- 무역 및 에너지 문제
- 데탕트 진전을 포함한 정치, 경제적 동서 관계

### 기조연설[3]
- 국제경제 전망: 제럴드 포드
- 재정 및 통화 문제: 발레리 지스카르 데스탱
- 국제무역: 미키 다케오
- 동서관계: 제임스 캘러헌
- 에너지 문제: 피에르 트뤼도
- 대 개발도상국 문제: 헬무트 슈미트
- 국제기구 기능: 알도 모로

## 사진첩

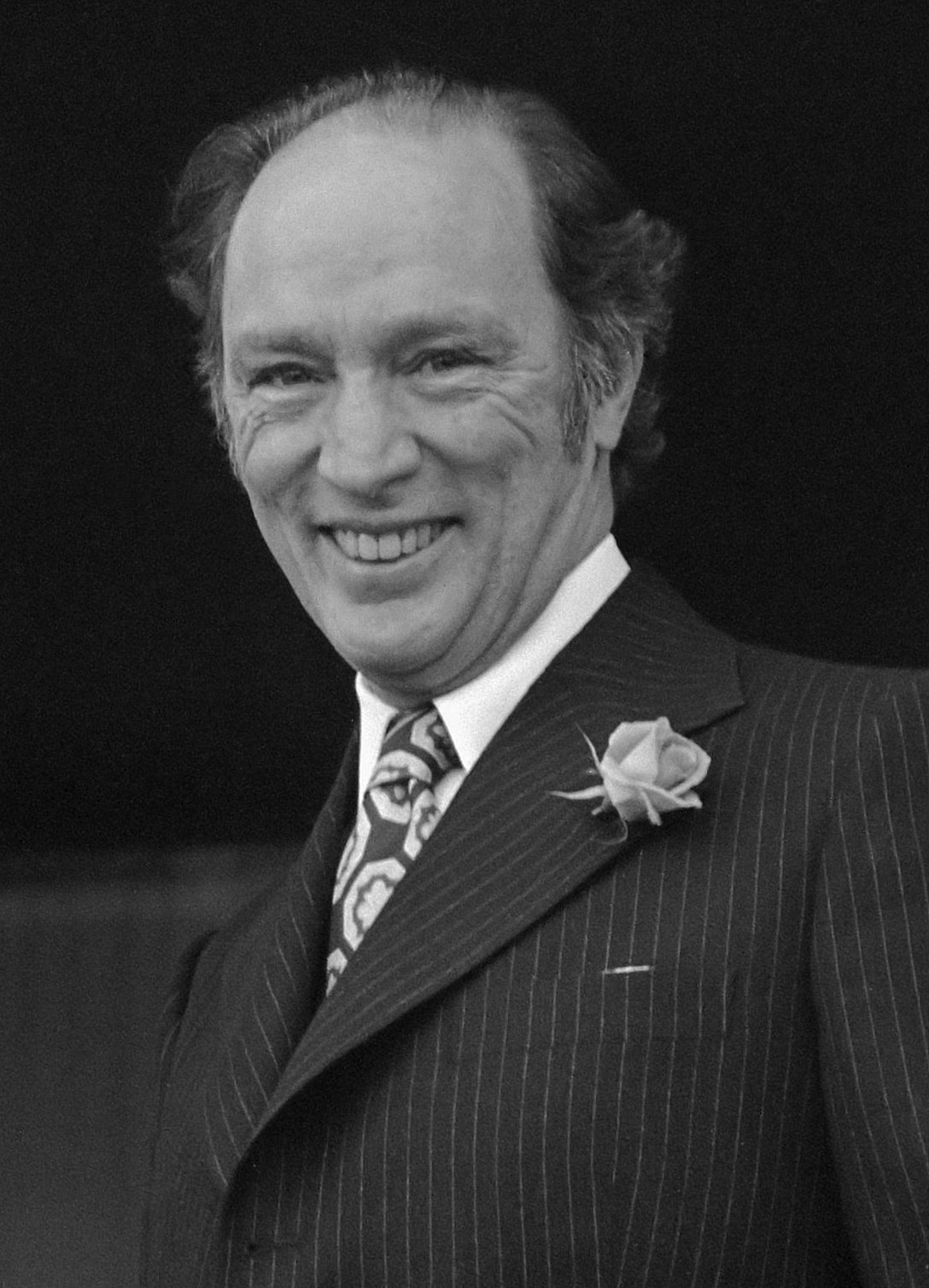
캐나다 피에르 트뤼도, 총리
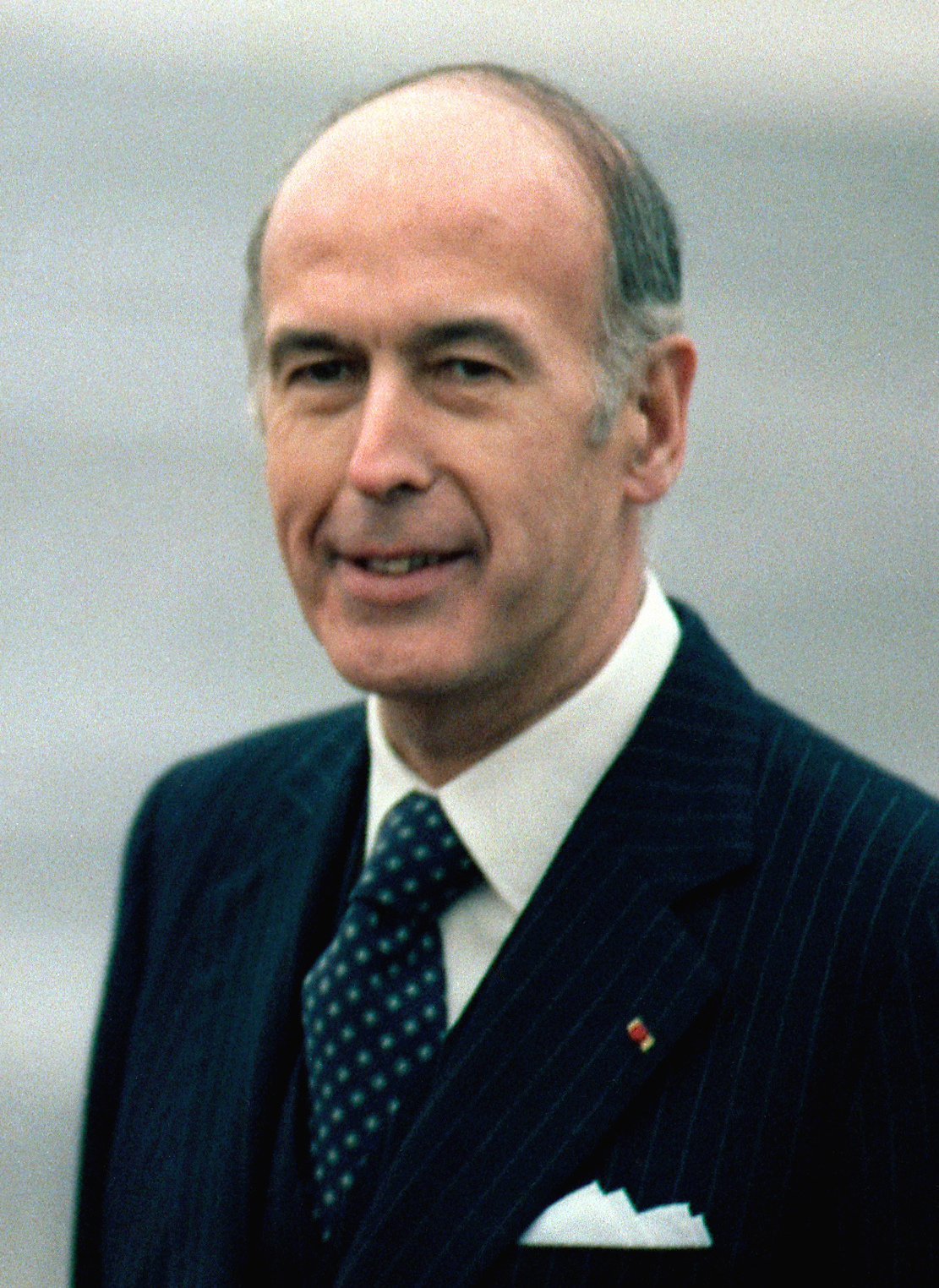
프랑스 발레리 지스카르 데스탱, 대통령
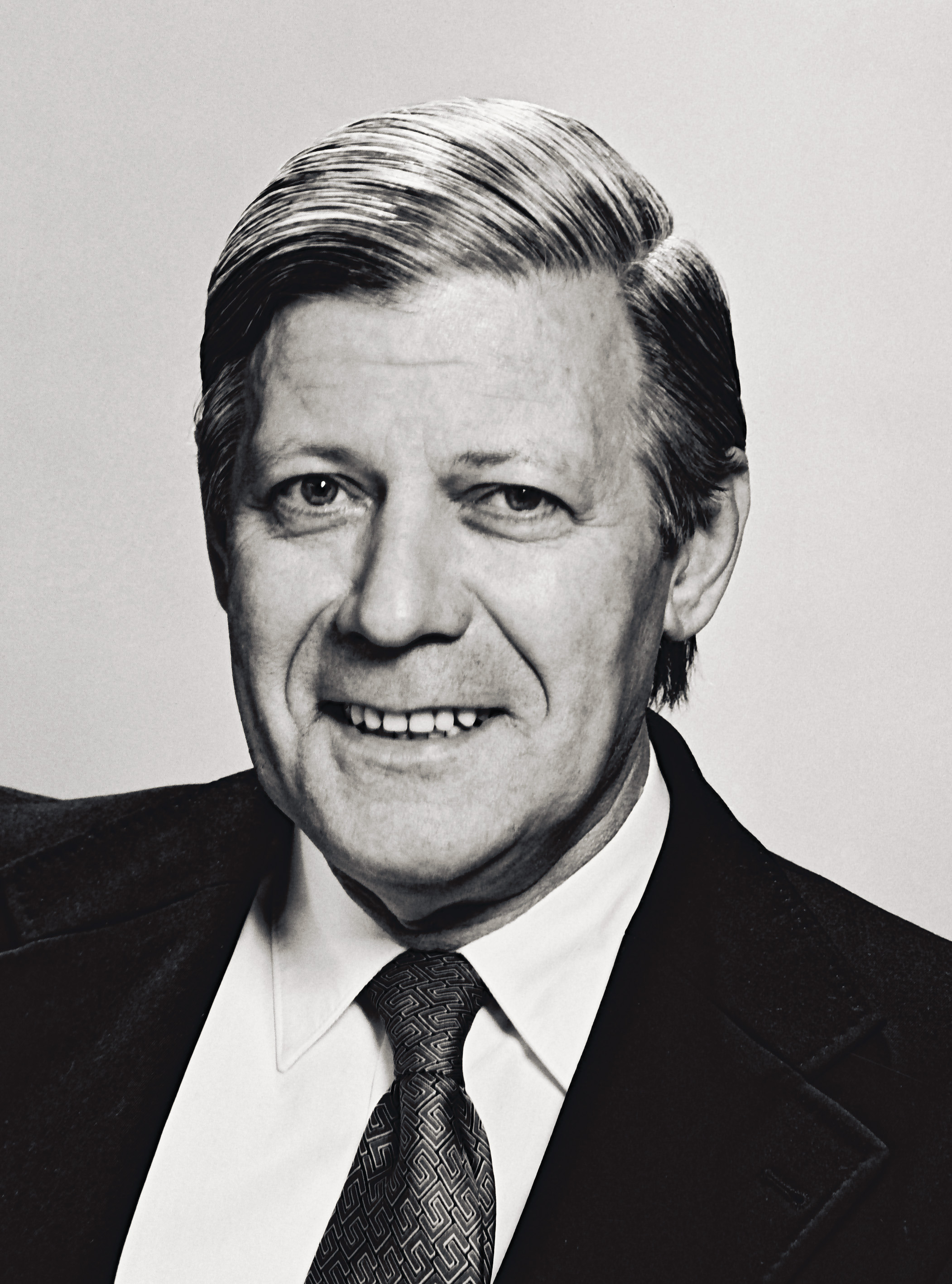
서독 헬무트 슈미트, 총리
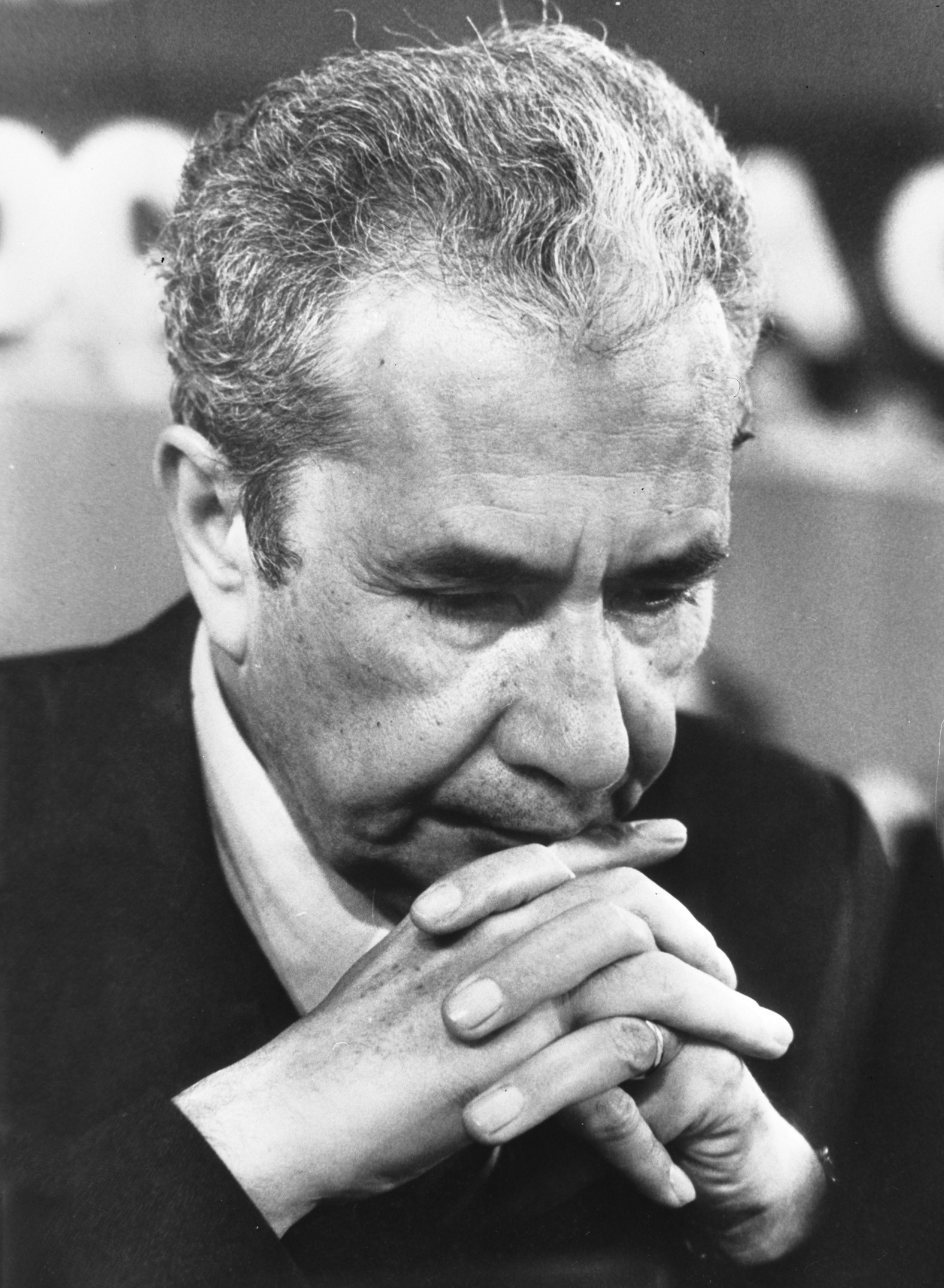
이탈리아 알도 모로, 총리
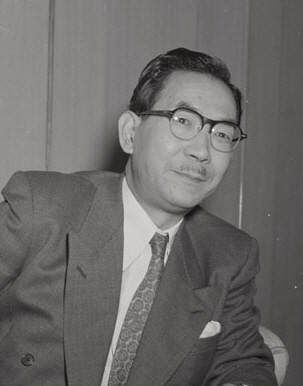
일본 미키 다케오, 내각총리대신
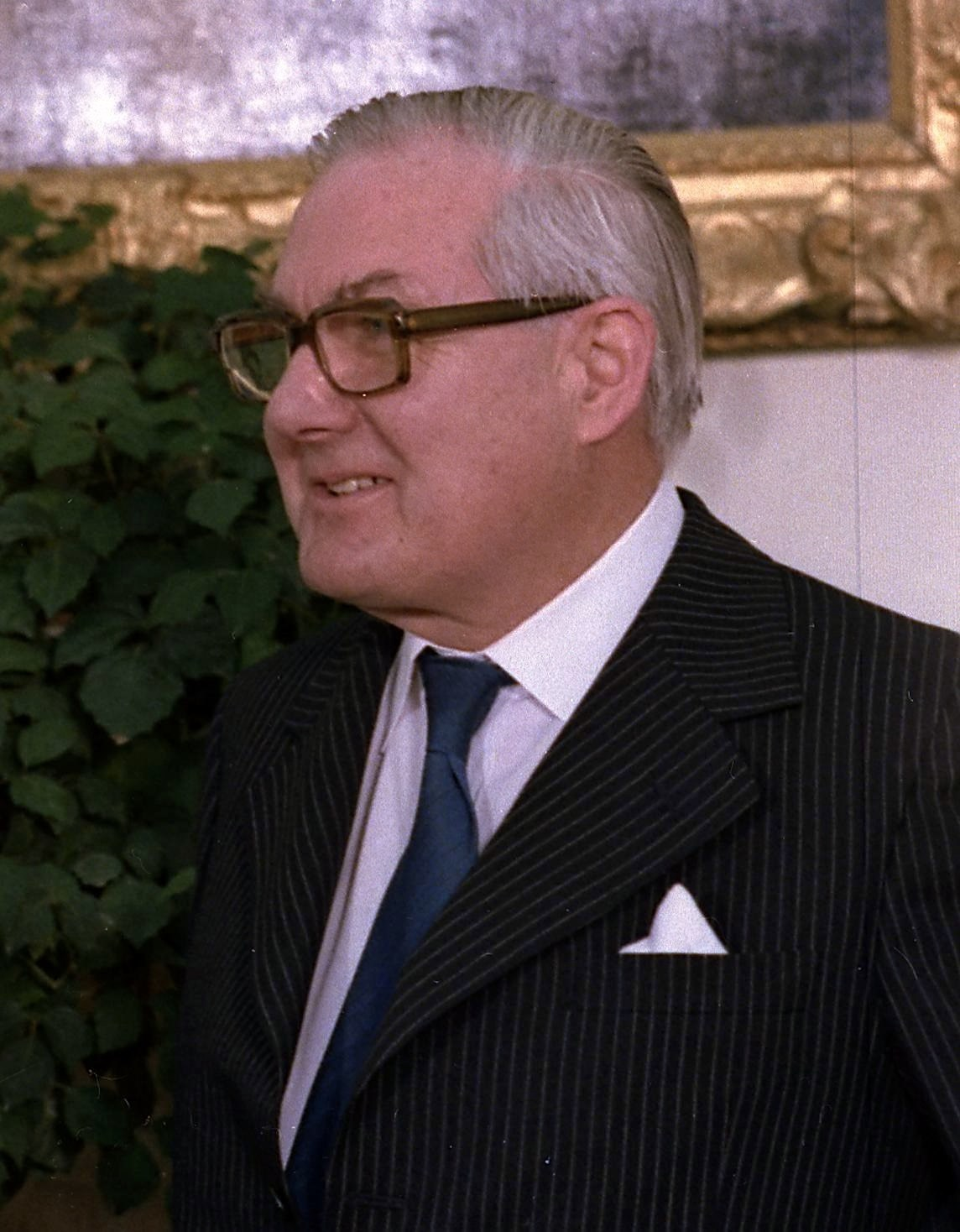
영국 제임스 캘러헌, 총리
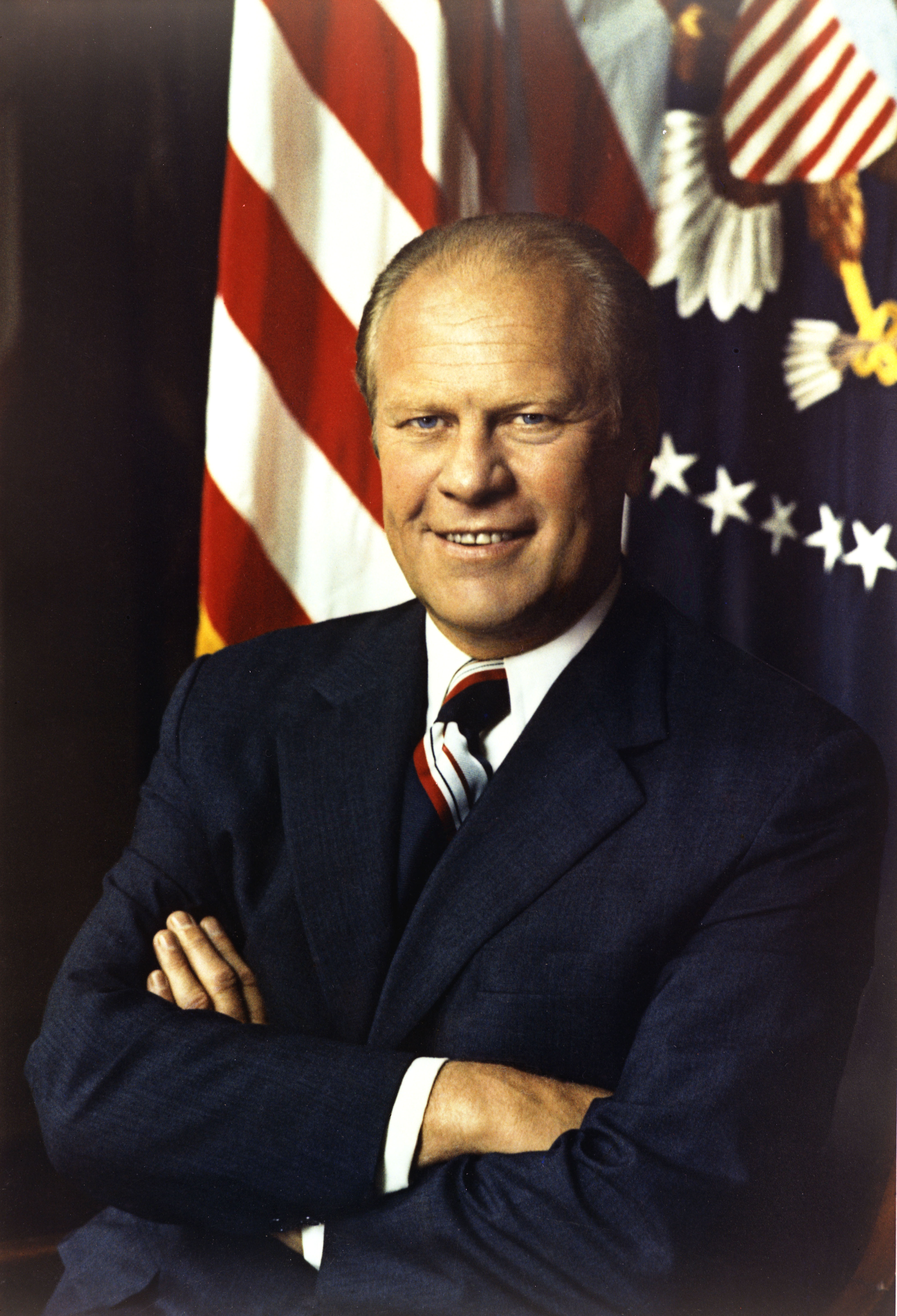
미국 제럴드 포드, 대통령

## 같이 보기
- G8

## 참고 문헌
- Bayne, Nicholas and Robert D. Putnam. (2000). Hanging in There: The G7 and G8 Summit in Maturity and Renewal. Aldershot, Hampshire, England: Ashgate Publishing. ISBN 978-0-7546-1185-1; OCLC 43186692
- Reinalda, Bob and Bertjan Verbeek. (1998). Autonomous Policy Making by International Organizations. London: Routledge. ISBN 978-0-415-16486-3; ISBN 978-0-203-45085-7; OCLC 39013643